# Hans Gyenis
Hans Gyenis (* 1873 in Üszög bei Fünfkirchen; † nach 1926) war ein Kunstmaler, Karikatur- und Porträtzeichner.

## Biografie
Gyenis wurde 1873 in Üszög im damaligen Österreich-Ungarn als Johann Gyenis geboren. Sein Taufname war Johann, sein Ruf- und Künstlername jedoch „Hans“ Gyenis.
Er studierte an der Münchner Kunstakademie bei Wilhelm von Diez. Die Einschreibung an der Akademie erfolgte zum 1. April 1901. Von 1901 bis 1905 arbeitete er auch als Illustrator der Münchner Wochenzeitschrift Fliegende Blätter. Seine Werke, Aquarelle und Zeichnungen aus Alexandrien sind in den Zeiträumen von 1905 bis 1907 datiert und signiert. In Csoboka (südlich von Sumony) fertigte und signierte er 1904 Aquarell-Werke. Im August 1910 malte er in seinem Geburtsort Üszög mit Die Dascha an der Bahnlinie ein Landschaftsmotiv. Nachweislich von Juni 1920 bis September 1921 zeichnete er für die bekannte Münchner Kunst- und Literaturzeitschrift Jugend.
Hans Gyenis heiratete am 19. November 1907 Mathilde Gyenis geb. Lutz, in München. Aus der Ehe ging ein Sohn hervor, Hans Gyenis (19. Januar 1909 – 2. Mai 1945).
Die Werke von Hans Gyenis sind bis 1926 in München und Pécs nachweisbar, sein Todeszeitpunkt nicht genau bekannt.

## Werke (Auswahl)
In der Zeit vom 16. Juni 1915 bis zum 25. März 1919 ist Hans Gyenis anhand seiner signierten Zeichnungen nachweisbar an den Orten der Kriegsgefangenenlager Somorja, Dunaszerdahely und Leles´z. Dort waren in den Lagern Gefangene aus der Zarenarmee, in der Mehrzahl Russen und Serben untergebracht. Hans Gyenis fertigte, datierte und signierte dort Kohle-Porträtzeichnungen von Kriegsgefangenen. Er hat diese Zeichnungen mit den persönlichen Daten der Gefangenen (Name, Lager, Regiment, Herkunft, Alter, Familienstand, Kinder, Gefangennahme) versehen.
Der Umfang des Gesamtwerkes von Hans Gyenis ist mit den heute bekannten Bildern noch überschaubar, wobei aus Auktionsaufzeichnungen weitere Titel überliefert sind. Nahe dem Loreley-Felsen, in Sankt Goar am Rhein bei Gertrude Gyenis blieben noch weitere Aquarell-Kunst-Werke und Kriegsgefangenen-Zeichnungen der Nachwelt erhalten.
Zu den bekanntesten Werke Hans Gyenis gehören seine Aquarelle aus Alexandrien, bekannt geworden ist er aber auch durch seine signierten Zeichnungen, Karikaturen und Illustrationen.

### Aquarelle
- Der alexandrische Wasserträger, Aquarell, gemalt in Alexandrien 14. April 1907
- Kaiserjäger mit Hund, Aquarell Pastell, gemalt 1904, in Csoboka

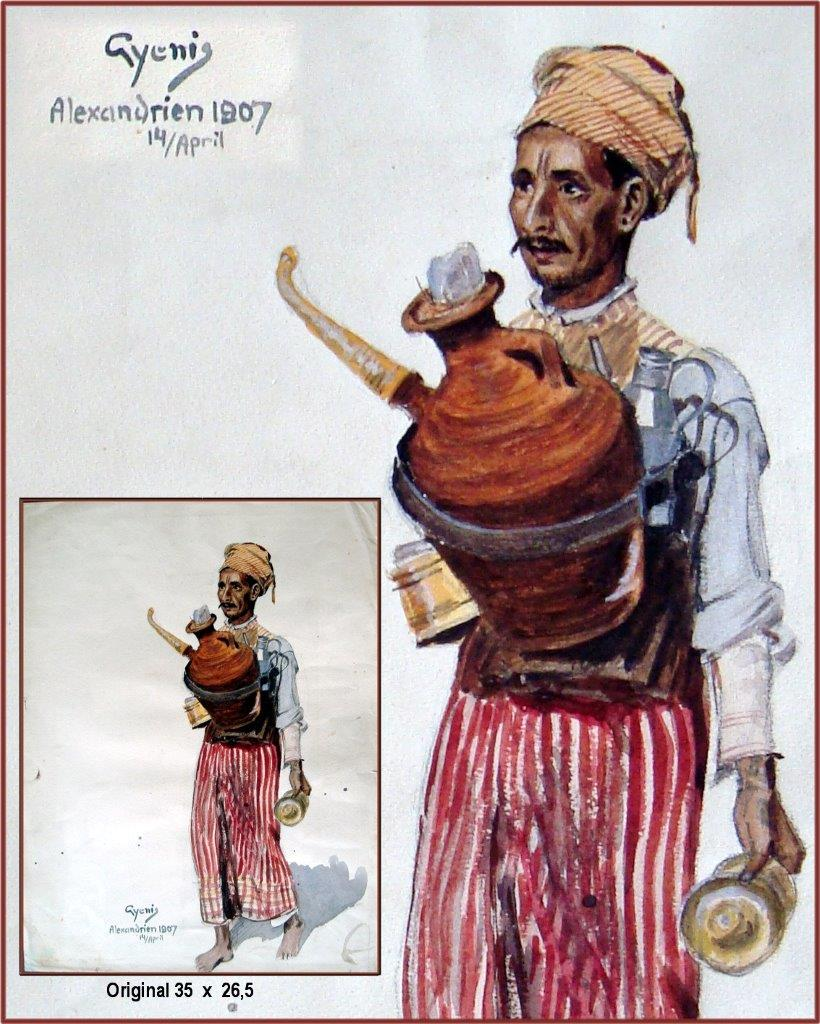
Aquarell, Der alexandrische Wasserträger, Aquarell, gemalt in Alexandrien 14. April 1907

- Dignitare Egyptien D’alexandrie, Aquarell Pastell, Alexandrien 1905,
- Der Geigenspieler, Aquarell Pastell, gemalt 1906 in Csoboka

### Zeichnungen in k.u.k. Kriegsgefangenenlagern
- Kgf. Junos Slatinow, Porträtzeichnung, gemalt in Lelesz, im Oktober 1916

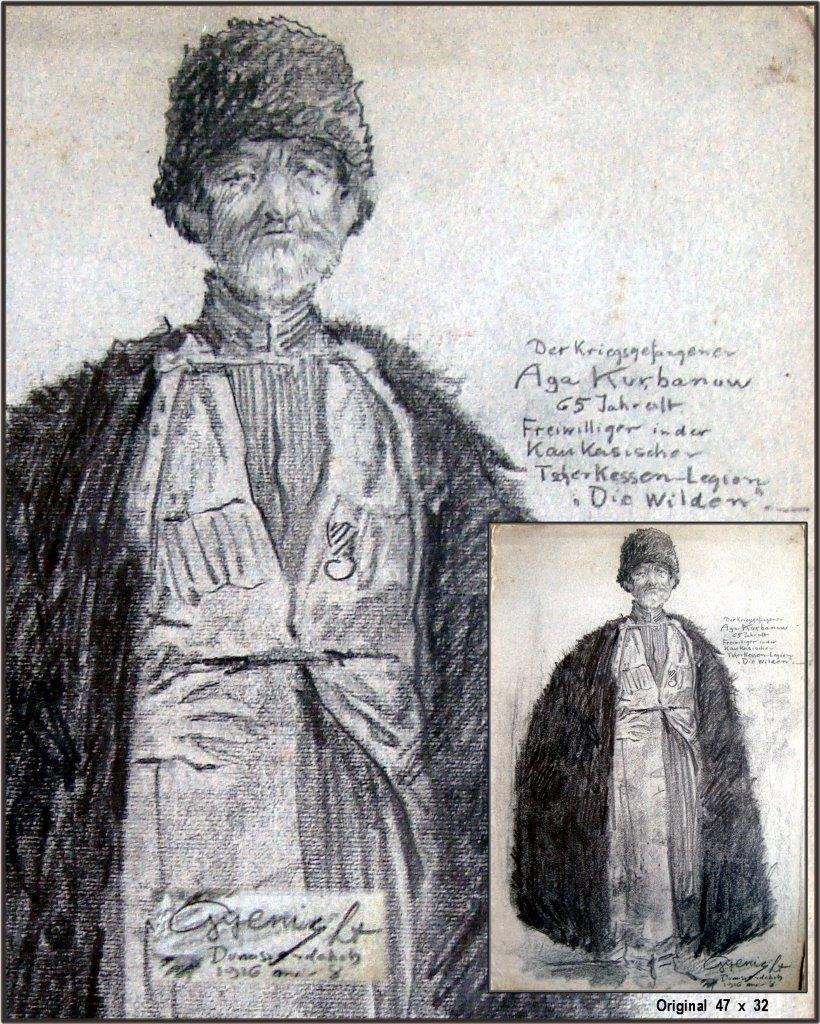
Porträtzeichnung (47×32) des Kgf. Aga Kurbanow, gemalt und signiert am 8. Mai 1916, in Dunaszerdahely

- Kgf. Alexander Mamulaschwilli, Porträtzeichnung, gemalt in Lelesz, im August 1917
- Kgf. Aga Kurbanow, Porträtzeichnung, gemalt in Dunaszerdahely, am 6. Februar 1916,
- Kgf. Achmed Ali, Porträtzeichnung, gemalt in Somorja, am 15. November 1917

### Aquarelle und Zeichnungen mit Frauen-Darstellungen
- Bauernmädchen mit Brotzeitkorb, Aquarell Pastell, Csoboka 1904

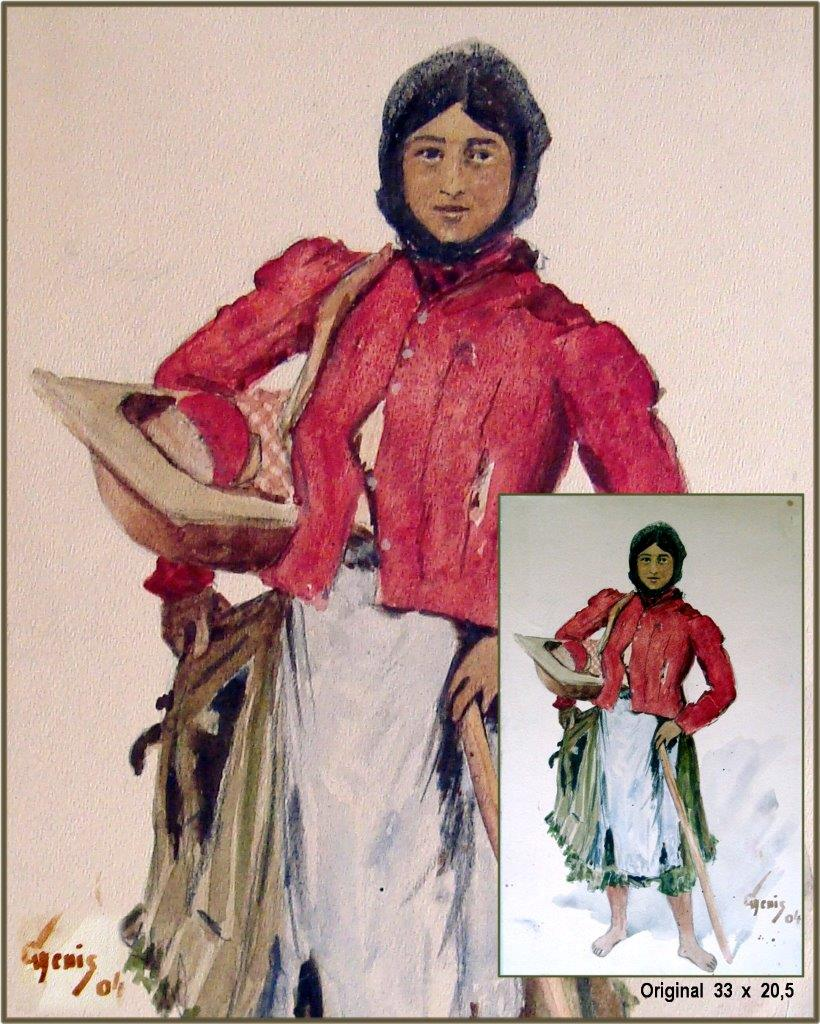
Aquarell, Bauernmädchen mit Brotzeitkorb, gemalt 1904 in Csoboka

- Schwester Walhtrudis im Josephinum München, um 1900, Aquarell
- Schönes Bauernmädchen, sitzend, Aquarell Pastell, gemalt in Csoboka im Jahr 1904

### Stadtansichten und Landschaftsmotive
- Die Dascha an der Bahnlinie, Üszög, Aquarell datiert und signiert am 19. August 1919

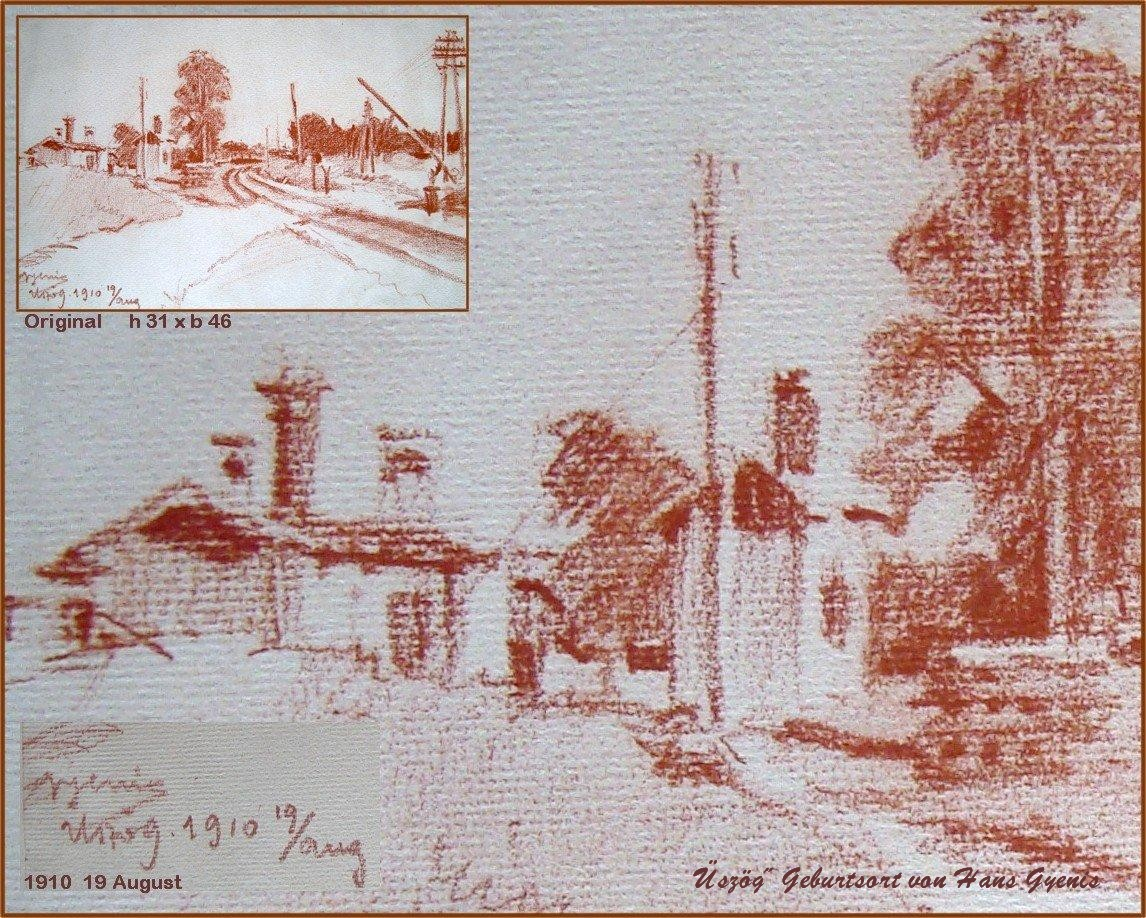
Aquarell, „Die Dascha an der Bahnlinie“, gemalt 1919 in Üszög

### Tuschfederzeichnungen
- Fachsimpelei vor der Sixtinischen Madonna 1908